# Cratere Clavius

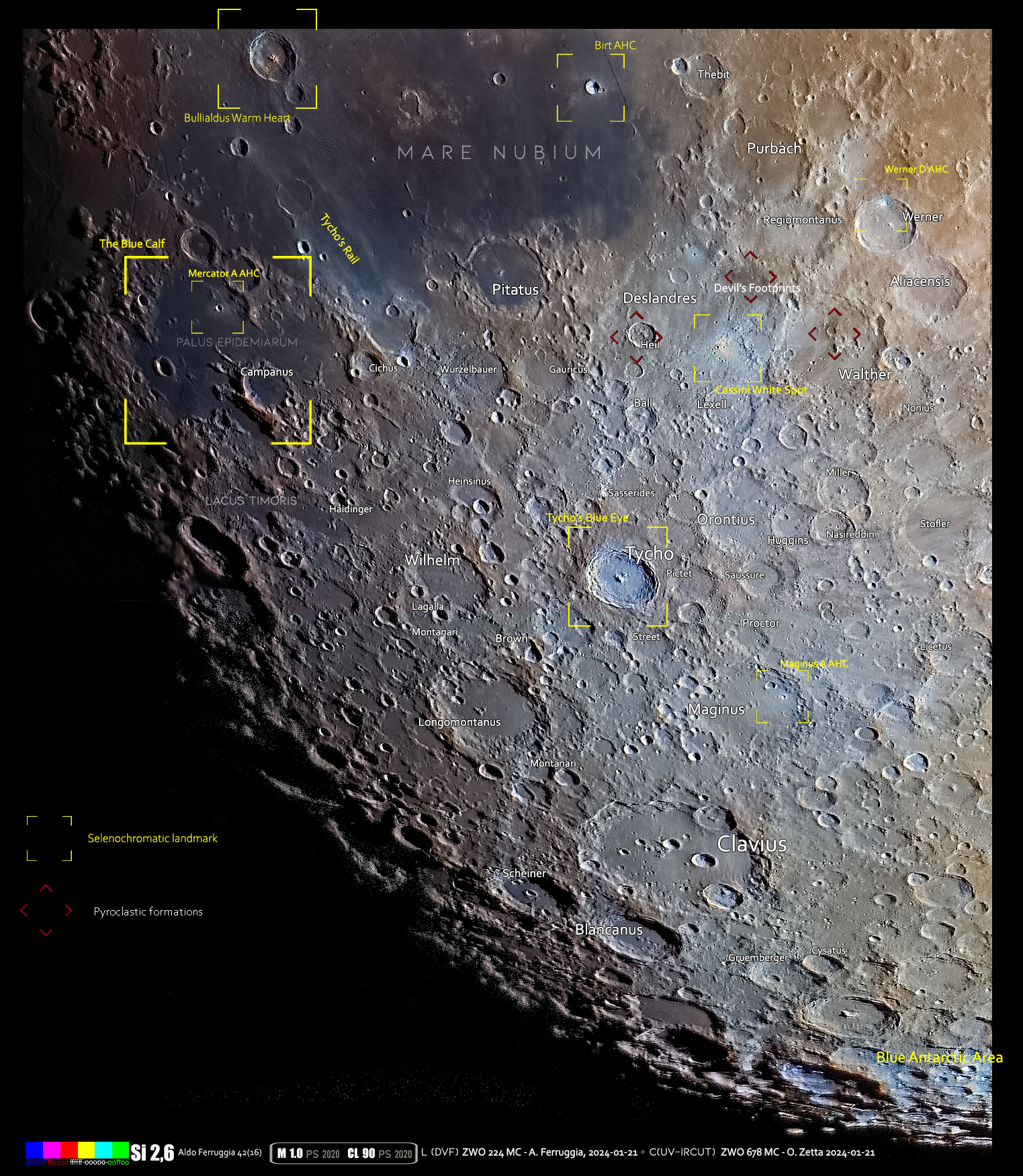
Area del cratere (in basso) in formato selenocromatico

Clavius è un grande cratere lunare di 230,77 km situato nella parte sud-occidentale della faccia visibile della Luna.
Clavius è il terzo, in ordine di grandezza, tra quelli presenti nell'emisfero lunare rivolto verso la Terra e si trova sugli altopiani irregolari a sud del cospicuo cratere Tycho.
Il cratere è dedicato al matematico e astronomo tedesco Cristoforo Clavio, noto anche con il nome latinizzato di Clavius.
Il 26 ottobre 2020 la NASA ha annunciato per la prima volta il rilevamento di acqua molecolare sulla superficie del lato visibile della Luna, nel cratere Clavius. È il risultato di una ricerca dell'Università del Colorado a Boulder basata sulle immagini della Luna scattate per la prima volta dal SOFIA, combinate con le misurazioni della temperatura prese dal Lunar Reconnaissance Orbiter. Questo ritrovamento permette di ampliare i siti di ricerca, in precedenza ritenuti strettamente ai poli.

## Descrizione
A causa della posizione, vicina al margine meridionale, Clavius appare come se fosse oblungo. Per le sue dimensioni, può essere intravisto ad occhio nudo: appare come una tacca sul terminatore, uno o due giorni dopo che la luna ha raggiunto la fase del primo quarto. Il cratere è una delle formazioni più antiche ancora visibili sul satellite, e si è probabilmente formato durante il periodo Nettariano, circa 4 miliardi di anni or sono. Nonostante l'età, il cratere si presenta relativamente ben conservato. Il bordo è poco rilevato, in rapporto alle dimensioni complessive, ed è fortemente eroso e marcato da crateri minori. Il margine non segna una differenza profonda tra l'interno e l'esterno, formando quasi una depressione fortificata. Le pendici interne sono irregolari, incise e di spessore variabile, con le maggiori pendenze nella parte meridionale. La forma complessiva è quasi poligonale.

## Pianoro centrale
L'interno del cratere è costituito da un pianoro convesso, marcato da alcuni crateri. La formazione più interessante è la catena che inizia a sud con Rutherfurd e prosegue ad arco, in senso orario, con crateri via via più piccoli, indicati come Clavius D, C, N, J, e JA. Questa sequenza viene talvolta utilizzata dagli astrofili per verificare la risoluzione dei loro telescopi.
Al centro, tra i crateri Clavius C ed N, vi sono i vaghi resti di un picco centrale. La relativa uniformità del pianoro centrale e la piccolezza del picco centrale sembrano indicare che questa superficie si sia formata in un periodo successivo all'impatto originale.

## Crateri vicini
Vi sono numerosi crateri notevoli nelle vicinanze: a ovest Scheiner, a sud-ovest Blancanus, a nord-est Maginus, a nord-ovest Longomontanus. Il cratere Rutherfurd si trova interamente all'interno del bordo di Clavius, mentre Porter si sovrappone al margine nord-est. I piccoli crateri Clavius L e Clavius K sono sovrapposti al bordo, rispettivamente a ovest ed a ovest-sud-ovest.

## Influenza culturale
Nel film 2001: Odissea nello spazio di Stanley Kubrick (così come nel romanzo omonimo di Arthur C. Clarke), nel cratere Clavius è localizzata la base lunare costruita e gestita dagli Stati Uniti d'America.
Il cratere Clavius viene citato nella canzone Four Out Of Five, dell'album Tranquility Base Hotel & Casino degli Arctic Monkeys.

## Crateri correlati
Alcuni crateri minori situati in prossimità di Clavius sono convenzionalmente identificati, sulle mappe lunari, attraverso una lettera associata al nome.
| Clavius | Coordinate            | Diametro (in km) |
| ------- | --------------------- | ---------------- |
| C       | 57°43′12″S 14°11′24″W | 20,97            |
| D       | 58°49′12″S 12°25′48″W | 27,85            |
| E       | 51°30′36″S 12°44′24″W | 15,75            |
| F       | 55°26′24″S 22°04′48″W | 7,31             |
| G       | 52°01′12″S 14°00′00″W | 16,75            |
| H       | 51°50′24″S 15°51′36″W | 32,56            |
| J       | 58°10′12″S 18°10′12″W | 12,38            |
| K       | 60°27′36″S 19°51′36″W | 19,57            |
| L       | 58°46′12″S 21°20′24″W | 23,39            |
| M       | 54°45′36″S 11°37′48″W | 47,89            |
| N       | 57°34′12″S 16°30′00″W | 12,78            |
| O       | 56°59′24″S 16°39′36″W | 4,41             |
| P       | 56°55′48″S 7°30′00″W  | 13,16            |
| R       | 53°15′00″S 15°25′12″W | 7,65             |
| T       | 60°40′48″S 15°13′12″W | 8,12             |
| W       | 56°00′S 16°15′W       | 5,01             |
| X       | 60°15′00″S 17°48′36″W | 6,52             |
| Y       | 58°01′12″S 16°13′12″W | 7,12             |